# Schwarzkögele
De Schwarzkögele is een 3079 meter hoge berg in de Ötztaler Alpen in het Oostenrijkse Tirol.
De berg ligt in de Weißkam aan de zuidrand van de Vernagtferner, net ten oosten van de oorsprong van de Vernagtbach. Op de berg is op 3070 meter hoogte een meetstation geplaatst, waarmee onder andere luchttemperatuur, relatieve luchtvochtigheid, windsnelheid en windrichting worden gemeten. Tevens worden er dagelijks foto's van het oppervlak van de Vernagtferner vervaardigd, om het afsmelten van deze gletsjer te volgen.,